# 웹 해킹
웹 해킹(영어: web hacking)은 웹 사이트의 취약점을 공격하는 기술적 위협으로, 웹 페이지를 통하여 권한이 없는 시스템에 접근하거나 데이터 유출 및 파괴와 같은 행위를 말한다.
유형으로는 웹 엔진 취약점을 이용한 해킹과 웹 애플리케이션의 취약점을 이용한 해킹, 각종 웹 서버 및 미들웨어 기본 제공 샘플 파일을 이용한 해킹 등이 있다.
웹 애플리케이션을 통해서 발생되는 해킹이 주로 일어나는데 이를 OWASP에서 10대 웹 애플리케이션의 취약점을 발표하였다.
웹 애플리케이션 해킹으로 가장 빈도가 많이 발생하고, 보안상 영향을 크게 줄 수 있는 것들로는 SQL 삽입, XSS, CSRF 웹 셸 업로드 등이 있다.